# Czarny Potok (dopływ Dzikiej Orlicy)

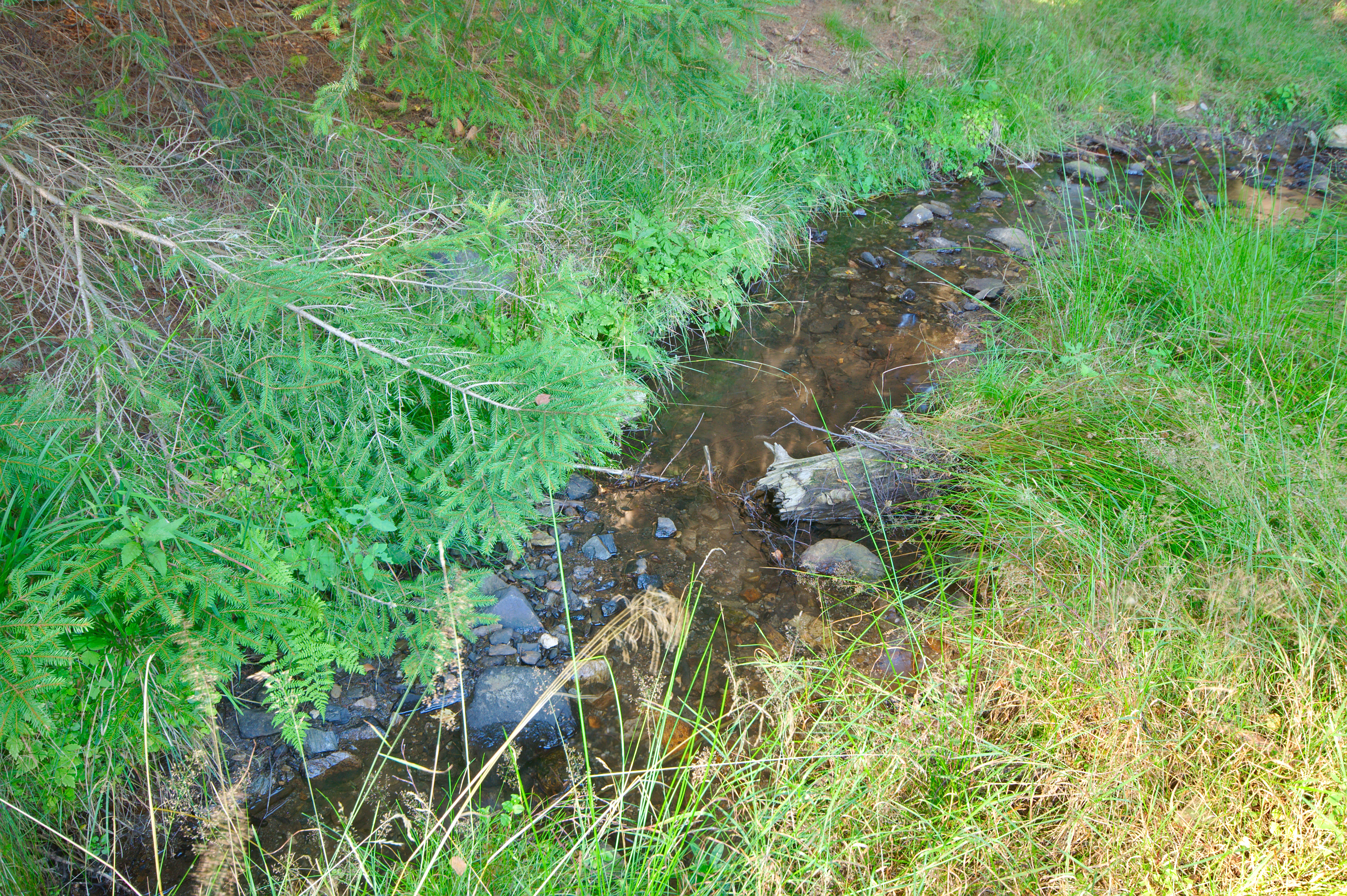

Czarny Potok (czes. Černý potok) – potok górski w Sudetach Środkowych, w Górach Orlickich, w Czechach, w kraju hradeckim.
Jest to górski potok o długości ok. 2,1 km, należący do zlewiska Morza Północnego, prawy dopływ Dzikiej Orlicy. Źródła potoku położone są na wysokości ok. 860 m n.p.m., na wschodnim zboczu góry Hutnicza Kopa po stronie Czech, w północno-wschodniej części Gór Orlickich na południe od Dusznik-Zdroju. Potok w górnym biegu spływa łagodnym podmokłym zboczem przez las świerkowy i zarośla w kierunku wschodnim, gdzie przed Lasówką na poziomie ok. 715 m n.p.m. wpada do Dzikiej Orlicy. Zasadniczy kierunek biegu potoku jest wschodni, potok na całej długości płynie po stronie Czech wzdłuż granicy państwowej i widokowej drogi wojewódzkiej nr 389 zwanej Autostradą Sudecką. Jest to potok górski zbierający wody z południowo-zachodniego zbocza północno-zachodniej części Gór Bystrzyckich i północno-wschodniego zbocza środkowej części Gór Orlickich.
Dopływy potoku stanowią małe cieki wodne bez nazwy.